# Enemy of the Sun
Enemy of the Sun è il quarto album in studio del gruppo musicale post-metal statunitense Neurosis, pubblicato nel 1993.

## Tracce
1. Lost – 9:41
2. Raze the Stray – 8:42
3. Burning Flesh in Year of Pig – 1:37
4. Cold Ascending – 3:44
5. Lexicon – 6:32
6. Enemy of the Sun – 7:33
7. The Time of the Beasts – 7:59
8. Cleanse – 15:53
9. Takeahnase (demo version; bonus track) – 7:44
10. Cleanse II (Live in Oberhausen; bonus track) – 6:45

## Formazione
Gruppo
- Steve Von Till - voce, chitarra
- Scott Kelly - voce, chitarra
- Dave Edwardson - basso, cori
- Simon McIlroy - tastiere, sampler
- Jason Roeder - batteria
- Pete Inc. - visual media

Altri musicisti
- Paul Lew - corno
- Erika Little - voce
- Kris Force - violino